# Synolulis rhodinastis
Synolulis rhodinastis là một loài bướm đêm trong họ Erebidae.